# Бирд, Алана
Алана Моник Бирд (англ. Alana Monique Beard; род. 14 мая 1982 года в Шривпорте, Луизиана, США) — американская профессиональная баскетболистка, выступала в женской национальной баскетбольной ассоциации (ЖНБА) в составе «Мистикс» и «Спаркс». А на студенческом уровне играла за женскую баскетбольную команду университета Дьюка. За заслуги перед университетом её номер 20 был навечно закреплён за ней, таким образом она стала первым игроком в истории учебного заведения, удостоившейся такой чести. Была выбрана на драфте ВНБА 2004 года в первом раунде под общим вторым номером клубом «Вашингтон Мистикс». Играет в амплуа защитника и форварда. Чемпионка ВНБА 2016 года в составе «Спаркс».

## Ранние годы
Бирд родилась в Шривпорте (штат Луизиана) 14 мая 1982 года в семье Лероя и Мэри Бирд. Она посещала старшую школу Саутвуд в Шривпорте, где выступала за местную баскетбольную команду, в составе которой выиграла подряд четыре чемпионских титула штата. Всего же за время её обучения команда показала результат 144-6, а Бирд набрала 2646 очков. За её достижения она включалась в сборную всех звёзд WBCA и участвовала в матче всех звёзд WBCA среди старшеклассников в 2000 году.

## Выступления за университет
Бирд выступала за женскую баскетбольную команду университета Дьюка «Дьюк Блю Девиз» с 2000 по 2004 года. За четыре года она набрала 2687 очков, установив рекорд учебного заведения. Она также стала первым баскетболистом NCAA, набравшим более 2600 очков и сделав 500 передач и 400 перехватов. В это время Дьюк четыре раза становился победителем регулярного чемпионата и турнира конференции и дважды выходил в Финал четырёх.

## Карьера в ЖНБА
Бирд была выбрана на драфте ЖНБА 2004 года в первом раунде под общим вторым номером клубом «Вашингтон Мистикс». В своём дебютном сезоне она помогла команде выйти в плей-офф. Причём по ходу чемпионата из состава «Мистикс» из-за травмы выпал лидер клуба Чамик Холдскло. Однако «Мистикс» не смогли пройти далее первого раунда, уступив «Коннектикут Сан». В Вашингтоне Алана провела восемь сезонов и за это время четырежды приглашалась принять участие в матчах всех звёзд ЖНБА. Она также четыре раза включалась в сборные всех звёзд защиты, и установила рекорд клуба по количеству перехватов за сезон.
В 2011 году Бирд подписала контракт с «Лос-Анджелес Спаркс», в составе которой в 2016 году стала чемпионкой ВНБА.

## Выступления за национальную сборную
В июле 2000 года в составе молодёжной сборной США (до 18 лет) Бирд выступала на чемпионате Америки по баскетболу, проходившем в аргентинском городе Мар-дель-Плата. Алана выходила в стартовом составе во всех пяти матчах турнира, стала самым результативным игроком команды и помогла своей команде завоевать золотые медали, которая одолела в финальном матче сборную Кубы. Уже в следующем году она в составе сборной игроков до 19 лет завоевала бронзовую медаль на чемпионате мира по баскетболу в чешском Брно. На турнире Бирд набирала в среднем за игру по 18 очков, став вторым игроком по результативности в своей команде.